# Midnight Lightning
Midnight Lightning — посмертный девятый студийный альбом американского гитариста Джими Хендрикса, выпущенный в ноябре 1975 года. Альбом достиг 43 места в США, и 46 в Британии.

## Об альбоме
Midnight Lightning шестой студийный альбом Хендрикса, который был выпущен после смерти великого музыканта и второй альбом Алана Дугласа. Песни вошедшие в альбом были написаны Джими Хендриксом после распада группы «Jimi Hendrix Experience».
Дуглас продолжал действовать своими спорными методами, он снова пригласил сессионных музыкантов, как на предыдущем альбоме «Crash Landing», которые всего лишь аккомпанировали, под игру Хендрикса.

## Список композиций
Все песни написаны Хендриксом, кроме указанных
Сторона А
1. «Trashman» (3:15)
2. «Midnight Lightning» (3:49)
3. «Hear My Train A Comin» (5:43)
4. «Gypsy Boy» (3:45)

Сторона Б
1. «Blue Suede Shoes» (Carl Perkins) (3:29)
2. «Machine Gun» (7:36)
3. «Once I Had a Woman» (5:20)
4. «Beginnings» (Mitch Mitchell) (3:02)

## Участники записи
1. Джими Хендрикс — гитара, вокал
2. Митч Митчелл — ударные(3)

Приглашёные музыканты сделавшие добавление материала в 1975 году
1. Джефф Миронов — гитара(1,2,3,5,8)
2. Лэнс Куинн — гитара(2,4,6,7)
3. Алан Шварцберг — ударные, (1,2,4-8)перкуссия(3,4)
4. Боб Баббит — бас
5. Джимми Маелен — перкуссия(2,8)
6. Маретта Стюард — бэк-вокал(2,4,7)
7. Барбара Месси — бэк-вокал(2,4,7)
8. Вивиан Черри — бэк-вокал(2,4,7)
9. Бадди Лукас — гармоника(7)